# رواية هشام عن ابن عامر
رواية هشام عن ابن عامر أحد روايات القرآن الكريم , فقد رواها أبو الوليد هشام بن عمار بن نصير بن ميسره السلمي(153 هـ - 245 هـ) , عن أبو عمران عبد الله بن عامر بن يزيد بن تميم بن ربيعة بن عامر اليحصبي (21 هـ - 118 هـ) , وقد روى عن ابن عامر هشام و ابن ذكوان عن ابن عامر .

## ابن عامر
هو أبو عمران عبد الله بن عامر بن يزيد بن تميم بن ربيعة بن عامر اليحصبي نسبه إلى يحصب بن دهمان ,ولد سنة 21 هـ وهو من القراء السبعة , كان إماما تابعيا وعالما شهيرا وهو إمام أهل الشام في القراءة وإليه انتهت مشيخة الإقراء بها بعد وفاة أبي الدرداء , أم المسلمين بالجامع الأموي سنين كثيرة في عهد عمر بن عبد العزيز وقبله وبعده فكان عمر يأتم به وهو أمير المؤمنين , وجمع له الخليفة بين القضاء والإمامة ومشيخة الإقراء بدمشق ، قرأ على أبي هاشم المغيرة بن أبي شهاب عبد الله بن عمرو بن المغيرة المخزومي , وعلى أبي الدرداء عويمر بن زيد بن قيس وقرأ المغيرة على عثمان بن عفان رضي الله عنه , وقرأ أبو الدرداء وعثمان على رسول الله صلّى الله عليه وسلم .
وقد ثبت سماعه القرآن والحديث عن جماعة من الصحابة منهم النعمان بن بشير ومعاوية بن أبي سفيان وفضاله بن عبيد رضي الله عنهم أجمعين , روى القراءة عنه عرضا يحيى بن الحارث الذمار وهو الذي خلفه في القيام بها والإقراء لها وأخوه عبد الرحمن بن عامر وربيعة بن يزيد وجعفر بن ربيعة وإسماعيل بن عبد الله بن أبي المهاجر وسعيد بن عبد العزيز وخلاد بن يزيد بن صبيح المري ويزيد بن أبي مالك وغيرهم كثير , توفي يوم عاشوراء سنة 118 هـ.

## هشام
هو أبو الوليد هشام بن عمار بن نصير بن ميسره السلمي الدمشقي , ولد سنة 153 هـ , يعد هشام إمام أهل دمشق وخطيبهم ومقرئهم ومحدثهم ومفتيهم مع الثقة والضبط والعدالة , قال عنه الدارقطني : صدوق كبير المحل وكان فصيحاً علامة واسع الرواية , وقال عبدان الأهوازي سمعته يقول : ما أعدت خطبة منذ عشرين سنة , وقال أبو علي أحمد بن محمد الأصبهاني : لما توفي أيوب بن تميم كانت الإمامة في القراءة إلى رجلين هشام وابن ذكوان , وقال الأصبهاني : رزق هشام كبر السن وصحة العقل والرأي فارتحل الناس إليه في القراءات والحديث .
روى عنه بعض أهل الحديث ببغداد أنه قال : سألت ربي عز وجل سبع حوائج فقضى لي ستا منها ولا أدري ما هو صانع في السابعة سألته أن يجعلني مصدقا على رسول الله صلّى الله عليه وسلم ففعل وسألته أن يرزقني الحج ففعل وسألته أن يعمرني مائة سنة ففعل وسألته أن يرزقني ألف دينار حلالا ففعل وسألته أن يجعل الناس يغدون إلي في طلب العلم ففعل وسألته أن أخطب على منبر دمشق ففعل وأما السابعة التي لا أدري ما هو صانع فيها فسألته أن يغفر لي ولوالدي .
وروى عنه الحديث البخاري في صحيحه صحيح البخاري وأبو داود في سننه سنن أبو داود والنسائي وابن ماجه في سننهم , وحدث عنه الترمذي وجعفر الغرياني وأبو زرعة الرازي ، وقال يحيى بن معين : ثقة , قرأ عل عراك المريّ وأيوب بن تميم وغيرهما عن يحيى الذمار عن عبد الله بن عامر بسنده إلى رسول الله صلّى الله عليه وسلم , وروى عن مالك بن أنس وسفيان بن عيينة ومسلم بن خالد الزنجي وغيرهم , وروى القراءة عنه أبو عبيد القاسم بن سلام وأحمد بن يزيد الحلواني وموسى بن جمهور والعباس بن الفضل وابن النضر وهارون الأخفش  , توفي سنة 245 هـ.

## منهج ابن عامر في القراءة
لابن عامر منهج في القراءة اختلف فيها عن بقيت القراءات العشر , , ولقراءات ابن عامر من هشام وابن ذكوان بعض الاختلافات منها :
- له التوسط في المدين المتصل والمنفصل .
- يدغم من رواية هشام ذال إذ في بعض الحروف  ويدغم من الروايتين (هشام وابن ذكوان) الدال في الثاء والثاء في التاء ، والذال في التاء .
- يغير الهمز المتطرف عند الوقف على تفصيل يعلم من محله (عند هشام وحده) .
- له في الهمزة الثانية من الهمزتين الملتقيتين في كلمة التسهيل والتحقيق مع الإدخال إذا كانت مفتوحة ، وله التحقيق مع الإدخال وعدمه إذا كانت مكسورة أو مضمومة ، وهذا كله لهشام أما ابن ذكوان فيقرأ كحفص .
- يميل من رواية هشام ألف ( إِناه ) في ( غير ناظرين إِناه ) في الأحزاب وألف ( مشارب ) في يس وألف ( عابدون ) و ( عابد ) في الكافرون وألف ( آنية ) في ( تسقى من عين آنية ) الغاشية .
- إِبراهيم تقرأ من رواية هشام لفظ ( إِبراهيم ) في بعض المواضع بفتح الهاء وألف بعدها .
- يميل من رواية ابن ذكوان الألف في الألفاظ الآتية ( جاء – شاء – زاد ) حيث وقعت وكيف وردت وكذلك ( المحراب – إِكراههن - كمثل الحمار – الإِكرام - عمران ) .
- يقرأ من رواية ابن ذكوان ( وإِن إِلياس ) في الصافات يوصل الهمزة .

## أنظر أيضًا
- رواية حفص عن عاصم.
- رواية شعبة عن عاصم.
- رواية قالون عن نافع.
- رواية ورش عن نافع.
- رواية قنبل عن ابن كثير.
- رواية البزي عن ابن كثير.
- رواية الدوري عن أبي عمرو.
- رواية السوسي عن أبي عمرو.
- رواية ابن ذكوان عن أبن عامر.
- رواية خلف عن حمزة.
- رواية خلاد عن حمزة.
- رواية الدوري عن الكسائي.
- رواية أبي الحارث عن الكسائي.
- رواية ابن وردان عن ابي جعفر.
- رواية ابن جماز عن ابي جعفر.
- رواية رويس عن يعقوب.
- رواية روح عن يعقوب.
- رواية اسحاق عن خلف.
- رواية ادريس عن خلف.

القراء السبعة هم:
- عبد الله بن كثير الداري المكي
- عبد الله بن عامر اليحصبي الشامي
- عاصم بن أبي النَّجود الأسدي الكوفي
- أبو عمرو بن العلاء البصري
- حمزة بن حبيب الزيات الكوفي
- نافع بن عبد الرحمن بن أبي نعيم المدني
- أبو الحسن علي بن حمزة الكسائي النحوي الكوفي

تمام القراء العشرة:
- خلف بن هشام
- يعقوب الحضرمي
- أبو جعفر المدني